# Rio Lesser Abay
O rio Lesser Abay é um curso de água da região central da Etiópia que aumenta de caudal nas Montanhas da região de Gojjam. Flui para o norte até ao lago Tanana nas coordenadas de 11° 48'N 37° 7'E, que drena. Tem como afluentes o rio Abay, o rio Ashar, o rio Jamma, o rio Kelti e o rio Koger.